# حي القرن (حضرموت)
حي القرن هو أحد أحياء مدينة سيئون في محافظة حضرموت اليمنية. يبلغ تعداد سكانه 10885 نسمة حسب التعداد السكاني في اليمن لعام 2004.